# Финал Кубка Италии по футболу 2023
Финал Кубка Италии по футболу 2023 — финальный поединок розыгрыша Кубка Италии сезона 2022/23, в котором встретились «Фиорентина» и «Интернационале». Матч состоялся 24 мая 2023 года.
Победитель матча квалифицируется в групповую стадию Лиги Европы УЕФА 2023/24 и на матч за Суперкубок Италии 2023.

## Матч

### Отчёт о матче
| Фиорентина  | 1:2 | Интернационале    |
| ----------- | --- | ----------------- |
| Гонсалес 3′ |     | Мартинес 29′, 37′ |

| Фиорентина | Интер |